# Mokona
Mokona (もこな), född 16 juni 1968 i Kyoto, Japan, är en av medlemmarna i den manga-tecknande gruppen CLAMP. Hon ansvarar bland annat för karaktärsdesign, illustration och färgläggning. Hennes ursprungliga namn var Mokona Apapa, men år 2004 bestämde hon sig för att byta namn till endast Mokona, eftersom hon tyckte att "Apapa" lät för barnsligt. Mokona har även fått ge namn till mangakaraktären Mokona, en underlig liten varelse som dyker upp både i Magic Knight Rayearth och i Tsubasa: RESERVoir CHRoNiCLE.
Mokona ses nästan alltid gå klädd i kimono.